# 希望 (政党)
希望（きぼう）は、かつて存在した日本の政治団体。

## 概要
1992年（平成4年）、元社会主義学生同盟（共産主義者同盟系）・反帝全学連委員長の藤本敏夫を代表に擁して結成された環境政党。
前身はみどりといのちのネットワーク、ちきゅうクラブ、原発いらない人びと。
同年7月の第16回参議院議員通常選挙比例区に、藤本や小田々豊（農業、高知県高知市在住）など9名の候補者を立てたが全員落選。
その後、活動家の一部はみどりといのちの市民・農民連合や憲法みどり農の連帯など、他の環境政党に合流した。